# Letiště Jawán
Letiště Jawán (ICAO: OAYW) je veřejné letiště sloužící okresu Jawán v Badachšánu v Afghánistánu.
Letiště se nachází v nadmořské výšce 1 721 m n. m. a má travnatou přistávací dráhu s délkou asi 567 m.